# Criollo
Criollo je argentinské plemeno koní.
Odolný a vytrvalý criollo vznikl v Argentině z andalusanů, které tam v 16. století přivezli španělští konkvistadoři. Criollové jsou dokonale přizpůsobení těžkým argentinským podmínkám. Jsou schopni nést těžká břemena na dlouhé vzdálenosti a snášet nedostatek potravy i vody. V současnosti je používají hlavně gaučové (pasáci dobytka) a slouží také jako jezdečtí koně. Vyskytují se ve všech barvách (odborníci rozlišují téměř 100 různých možností), ale převažují hnědáci a plaváci. V kohoutku měří 1,40 m až 1,52 m.

## Základní údaje
- Využití: práce s dobytkem, rodeo, rekreační a terénní vyjížďky.
- Výška: 133–153 centimetrů.
- Temperament: nebojácný, nezávislý a odvážný. Je považován za „koně jednoho jezdce“. Jakmile ale naváže vztah se svým jezdcem, je důvěřivý a laskavý.